# Farnley Hall

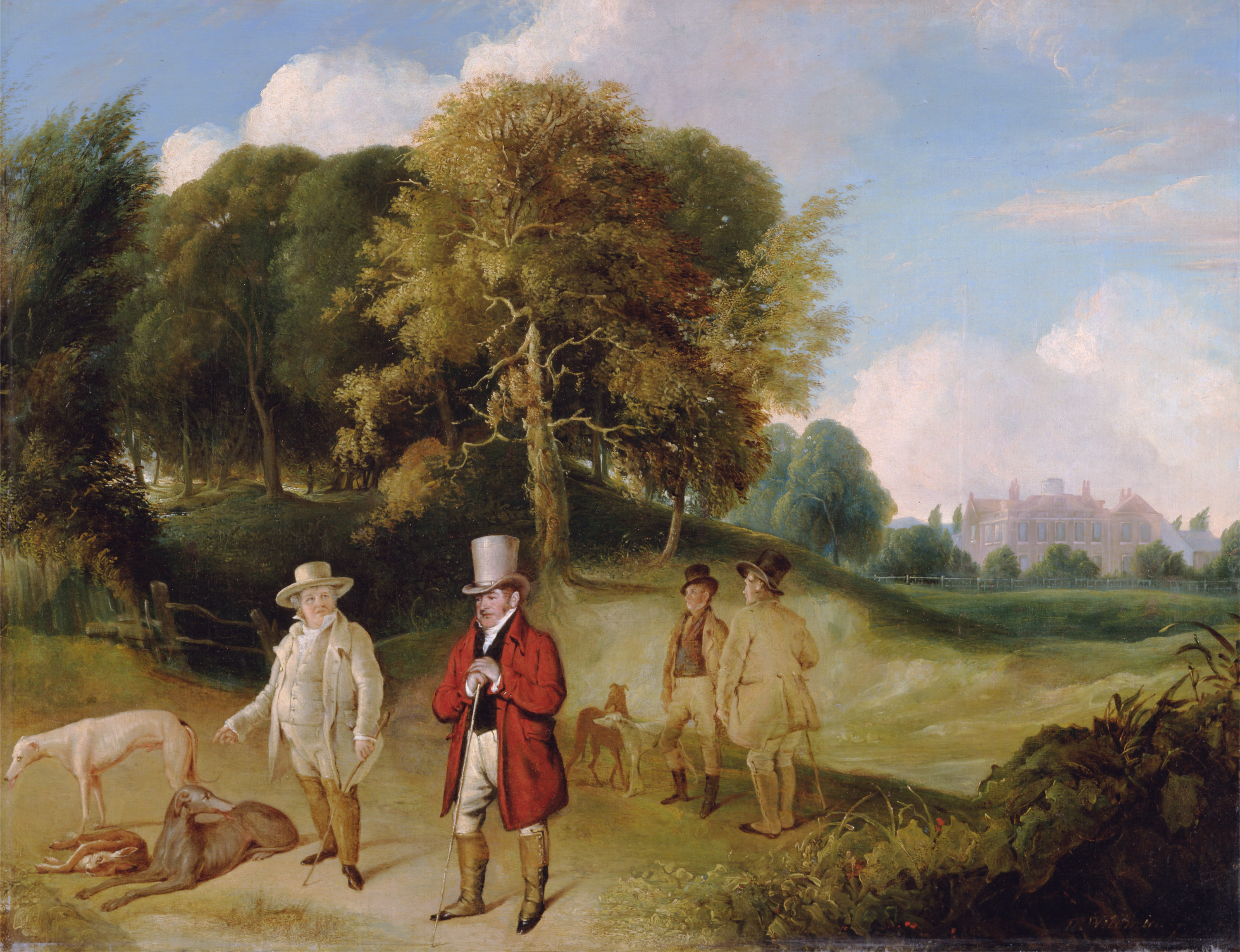
Joseph Mallord William Turner et Walter Fawkes devant Farnley Hall d'après John Richard Wildman (vers 1820-1824).

Farnley Hall est un « château anglais » situé à Farnley, à proximité d'Otley, dans le Yorkshire du Nord, en Angleterre.
Le bâtiment original date des années 1780 et est l'œuvre de John Carr (en), qui a également conçu la Harewood House. Le bâtiment est maintenant un bâtiment classé de Grade I.